# 金谷站 (京畿道)
金谷站（：／ Geumgok yeok */?）是京春線沿線的一座地面車站，位於韓國京畿道南楊州市金谷洞。車站於2010年時重建，舊站舍現時用作聖市教會的場所，只餘下站名牌。

## 車站結構
站體為2面2線側式月台的高架車站，候車月台設有月台幕門。

### 月台配置
| ↑ 思陵     |
| \| １      |
| 坪內好坪 ↓ |

| 月台 | 路線              | 目的地                   |
| ---- | ----------------- | ------------------------ |
| 1    | ●首都圈電鐵京春線 | 坪內好坪、加平、春川方向 |
| 2    | ●首都圈電鐵京春線 | 思陵、上鳳、清涼里方向   |

## 歷史
- 1939年7月25日：金谷里站（금곡리역）落成啟用。
- 1976年7月10日：停止貨運服務。
- 1993年7月1日：改名為金谷站。
- 2010年12月21日：京春線鐵路複線電氣化，首都圈電鐵京春線開始運行，並遷移至新址。

## 圖片

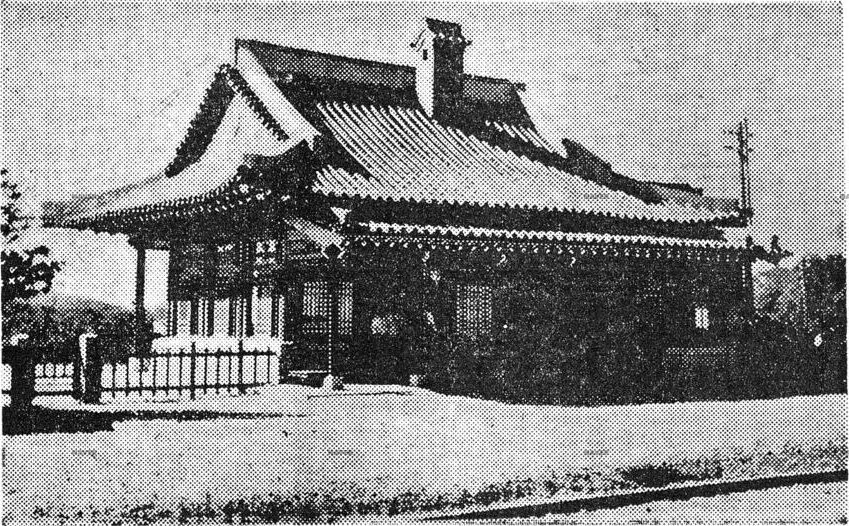
早期站舍
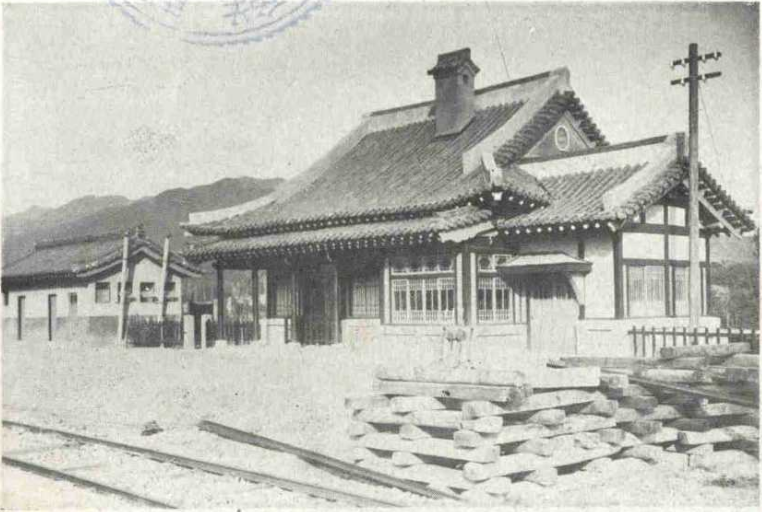
金谷里站，攝於1940年
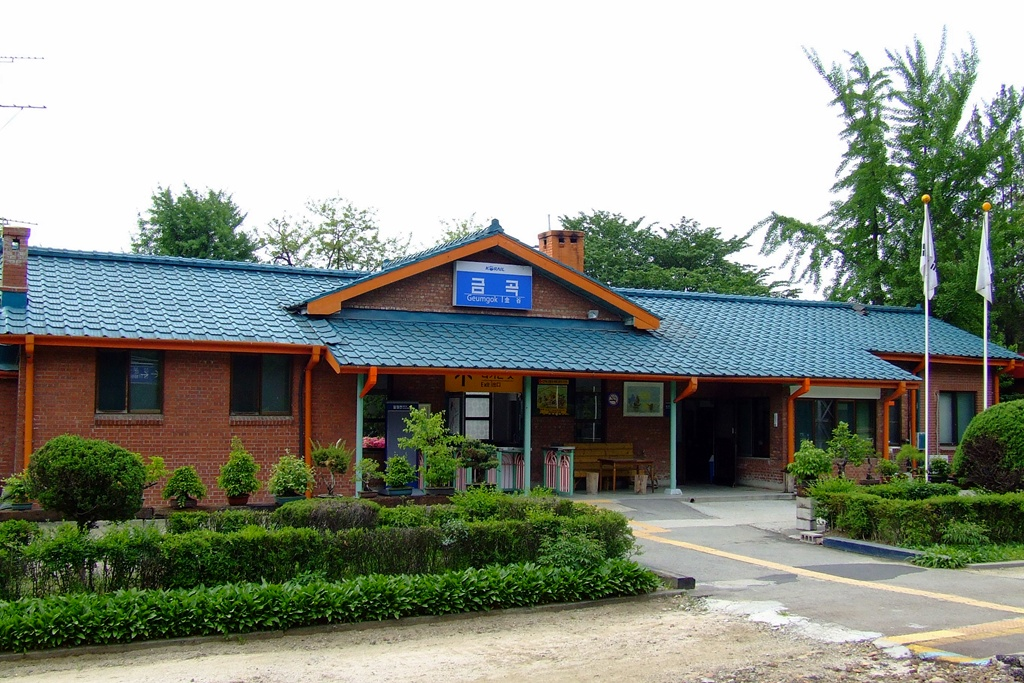
韓戰後重建的舊車站（內側）
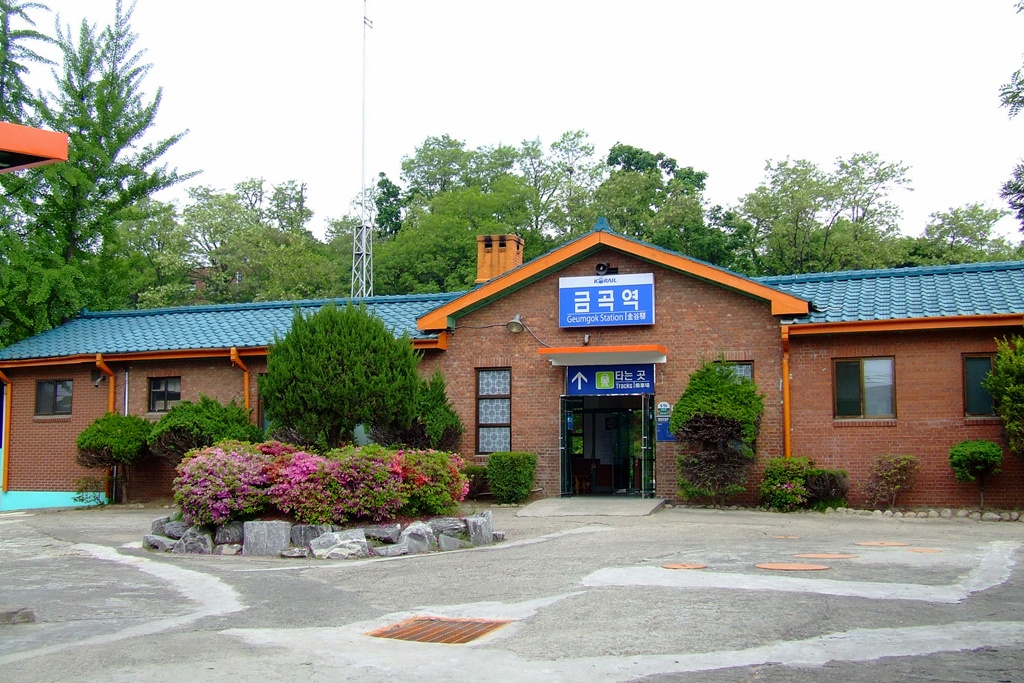
舊車站建築（外側）
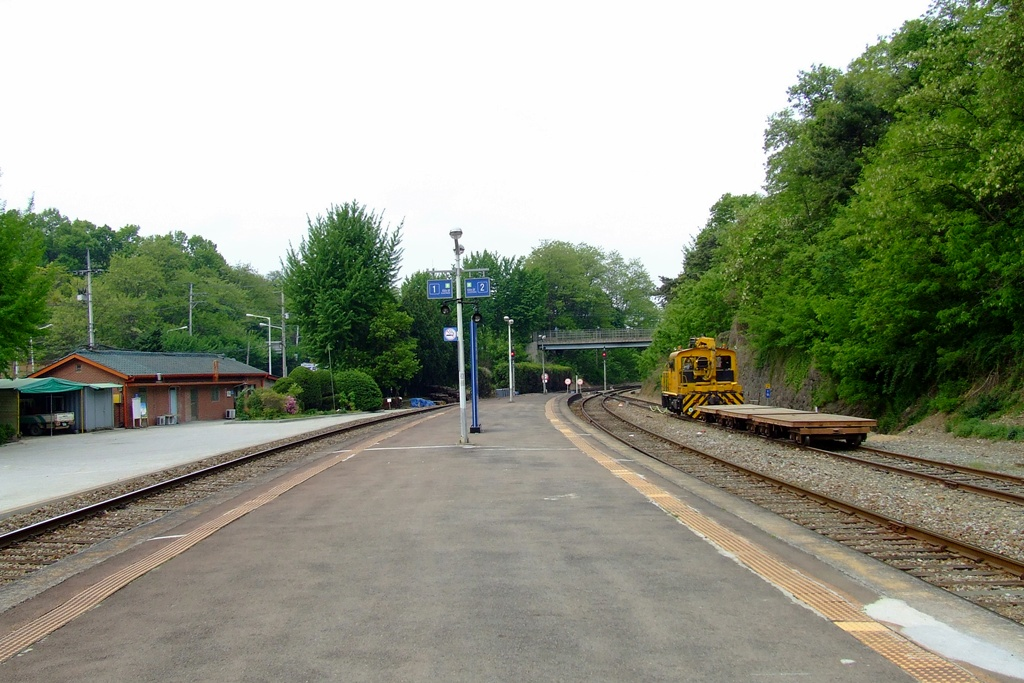
舊站月台

## 相鄰車站
韓國鐵道公社
●首都圈電鐵京春線
緩行
思陵（P126）－金谷（P127）－坪內好坪（P128）